# Love, Day After Tomorrow
〈Love, Day After Tomorrow〉(러브 데이 애프터 투모로)는 일본의 여성 가수 쿠라키 마이의 일본 데뷔 싱글이다. 1999년 12월 8일에 기자 스튜디오에서 발매됐다.

## 개요
사운드 프로듀스를 페리 게이어, 믹스를 미구엘 사 페소아로 한 사이버사운드(Cybersound)의 멤버가 맡고 있다. 녹음은 1999년 여름 쯤부터 진행해오고 있었다. 싱글 외에 표제곡의 리믹스를 더한 아날로그반이 존재한다.
데뷔 직후에 프로모션 비디오의 교체가 행해지고 있었으며, 이 시기만 온에어되고 있던 PV가 존재한다. 내용은 대부분은 그 후 《FIRST CUT》에 수록된 보통 사양의 PV이지만, 일부 얼굴이 업되는 장면이 있었으며, 교체로 이 장면이 모두 제거됐다.
PV는 하얀 스튜디오 속에서 흑백의 자신이 부르고 있다고 한다. 처음에는 규칙적이5 기획을 생각하고 있었지만, 노래의 히트에 의해서 PV의 필요성이 높아져, 긴급 촬영됐다.

## 수록곡
1. Love, Day After Tomorrow [4:05]
  - 작사: 쿠라키 마이, 작곡: 오노 아이카, 편곡: Cybersound

가사는 ‘오늘은 안되더라도, 이번에 너를 만날 때는, 확실하게 전할 수 있는 나로 있고 싶어’(今日はダメでも、今度君に逢うときは、きちんと伝えられる自分でいたい)라는 테마로 작성됐다.
라이브로 불릴 때는 손가락으로 ‘L’ ‘O’ ‘V’ ‘E’의 문자를 만드는 것이 항례이다.
2. Everything's All Right [4:09]
  - 작사: 쿠라키 마이, 작곡: 키타우라 마사타카, 편곡: Cybersound

가사는 보스턴 체류 중에 작성했다.
3. Everything's All Right (Remix) [5:10]
페리 게이어에 의해서 리믹스되었다.
4. Love, Day After Tomorrow (Instrumental)